# Ojciec chrzestny II
Ojciec chrzestny II (ang. The Godfather Part II) – amerykański film gangsterski z 1974 roku w reżyserii Francisa Forda Coppoli na podstawie scenariusza napisanego przez Francisa Forda Coppolę i Maria Puzo. Film jest jednocześnie sequelem i prequelem dla filmu Ojciec chrzestny. Pokazuje on jednocześnie losy rodziny Corleone po wydarzeniach z pierwszej części filmu oraz losy młodego Vita Corleone granego przez Roberta De Niro.
Ojciec Chrzestny 2 jest powszechnie uznawany za jeden z największych i najbardziej wpływowych filmów w historii. Film został nagrodzony sześcioma Oscarami: dla najlepszego filmu, za reżyserię, scenariusz, scenografię, muzykę oraz drugoplanową rolę aktorską De Niro (nagrodzonego jako druga osoba po Marlonie Brando za odtwórstwo tej samej roli, Vita Corleone).

## Fabuła
Film jest podzielony na dwie przeplatające się części. Pierwsza opowiada o początkach Vita, który ucieka z Sycylii po śmierci swoich rodziców, a druga przedstawia losy Michaela (najmłodszego syna Dona Corleone) i rodziny po śmierci ojca. Michael, uciekając się do intryg i morderstw, zapewnia klanowi dominację. Nie ma on jednak tak wielkiej charyzmy jak ojciec. Jest jedynie chłodno kalkulującym, wyrachowanym graczem. Mimo dużych ambicji przywódczych nie potrafi utrzymać jedności w rodzinie i zapobiec jej kryzysowi.
Słynny cytat z filmu: „Trzymaj swoich przyjaciół blisko, ale swoich wrogów jeszcze bliżej”.

## Obsada
- Al Pacino jako Don Michael Corleone
- Robert De Niro jako młody Vito Corleone
- Diane Keaton jako Kay Corleone
- Robert Duvall jako Tom Hagen
- John Cazale jako Frederico Corleone
- Talia Shire jako Connie Corleone
- Lee Strasberg jako Hyman Roth
- Michael V. Gazzo jako Frank Pentangeli
- G.D. Spradlin jako Pat Geary
- Richard Bright jako Al Neri
- Dominic Chianese jako Johnny Ola
- Bruno Kirby jako młody Peter Clemenza
- James Caan jako Santino Corleone
- Giuseppe Sillato jako Don Ciccio
- Roman Coppola jako młody Santino Corleone
- John Megna jako młody Hyman Roth
- Julian Voloshin jako Sam Roth
- Larry Guardino jako wujek Vita

i inni

## Produkcja
Zdjęcia do filmu kręcono w następujących lokacjach:
- Nowy Jork;
- Kalifornia (Los Angeles, jezioro Tahoe);
- Miami;
- Las Vegas;
- Triest (targ rybny wykorzystany jako centrum imigracyjne na Ellis Island);
- Sycylia (Forza d’Agrò, Acireale);
- Dominikana (Santo Domingo "gra" w filmie Hawanę)[5].

## Nawiązania
- Fragment filmu został wykorzystany jako wstęp do utworu „Retribution” na albumie Biohazard (1992) grupy Biohazard.
- Ojciec chrzestny II (gra komputerowa)